# Erol Sander
Erol Sander, właśc. Urçun Salihoğlu (ur. 9 listopada 1968 w Stambule) – niemiecki aktor telewizyjny i filmowy, były model. Swój pseudonim artystyczny przyjął od imienia amerykańskiego aktora australijskiego pochodzenia Errola Flynna i nazwiska niemieckiej projektantki mody męskiej Jil Sander.

## Życiorys

### Wczesne lata
Urodził się w Stambule w Turcji. Miał cztery lata, gdy w 1973 jego rodzina przeniosła się do Monachium. Wyznając islam uczęszczał do katolickiej szkoły w Bawarii. Zamieszkał w internacie nad jeziorem Chiemsee i studiował nauki polityczne. 

### Kariera
W 1992 przeprowadził się do Paryża, gdzie rozpoczął karierę fotomodela dla światowej sławy projektantów takich jak Giorgio Armani, Dolce & Gabbana czy Christian Dior. 
Po udziale w dwóch francuskich sitcomach – Mieszkanko dla dwojga (Jamais deux sans toi, 1996) i Piekielny raj (Paradis d'enfer, 1997), popularność w Niemczech zdobył dzięki roli tureckiego komisarza Sinana Topraka w serialu kryminalnym RTL Sinan Topak – nieprzekupny (Der Unbestechliche, 1999). W dramacie telewizyjnym Soraya (2003) zagrał historyczną postać ostatniego szacha Iranu, z dynastii Pahlawi, Mohammada Rezę Pahlawiego. Na dużym ekranie zadebiutował jako perski książę w historycznym dramacie przygodowym Olivera Stone’a Aleksander (Alexander, 2004) u boku Colina Farrella. 
W 2007 przyjął rolę wodza Apaczów Winnetou w ekranizacji książki Karola Maya o jego słynnym bohaterze Winnetou I. W serialu kryminalnym ARD Wydział zabójstw Stambuł (Mordkommission Istanbul: Das Ende des Alp Atakan, 2008-2018) zagrał komisarza Mehmeta Özakina. W latach 2013–2016 występował w przedstawieniu Portret Doriana Graya.

## Życie prywatne
W 2000 zawarł związek małżeński z Francuzką Caroline Godet. Mają dwóch synów, Marlona (ur. 2002) i Elyasa (ur. 2010). W maju 2017 doszło do separacji, a w sierpniu 2022 do rozwodu. W 2023 związał się z wizażystką Rebeccą Oehlmann, z którą ma córkę Romy (ur. 2024). 

## Wybrana filmografia
- 2001: Biblia. Apokalipsa świętego Jana (TV) jako Ionicus
- 2003: Rosamunde Pilcher (TV) jako David Norris
- 2004: Aleksander jako perski książę
- 2009: Tatort: Familienaufstellung (TV) jako Durmus Korkmaz
- 2016: Snowden jako gość imprezy dyplomatycznej

## Nagrody
- 2004: Hubert Burda Media: Najlepiej ubrany mężczyzna
- 2007: Axel-Springer Verlag: Zadbany człowiek roku
- 2007: Nagroda „Men’s Health”: Najlepsza moda, najlepiej ubrany mężczyzna
- 2009: Bauer Verlag: Nagroda publiczności dla najlepszego aktora „Moja gwiazda roku” („Mein Star des Jahres“)
- 2011: Felix-Burda Award: „Gwiazdy do zapobiegania“
- 2011: VDH: Ambasador psów
- 2012: Nagroda „Bunte”: Człowiek zdrowia
- 2012: Grazia: „Nagroda za najlepszy ubiór“
- 2014: „HCW“ Order Weimarski
- 2015: „Kybele“ 2015: Nagroda przyjaźni niemiecko-tureckiej
- 2017: Busche Verlagsgesellschaft mbH: „Koneser roku“